# رادنی الکساندر
رادنی الکساندر (به انگلیسی: Rodney Alexander) نمایندهٔ حوزه انتخابیه پنجم لوئیزیانا از حزب جمهوری‌خواه ایالات متحده آمریکا در مجلس نمایندگان ایالات متحده آمریکا است که برای نخستین‌بار در ۳ ژانویه ۲۰۰۳ میلادی به‌عضویت این مجلس درآمد.